# Krystyn Zieliński

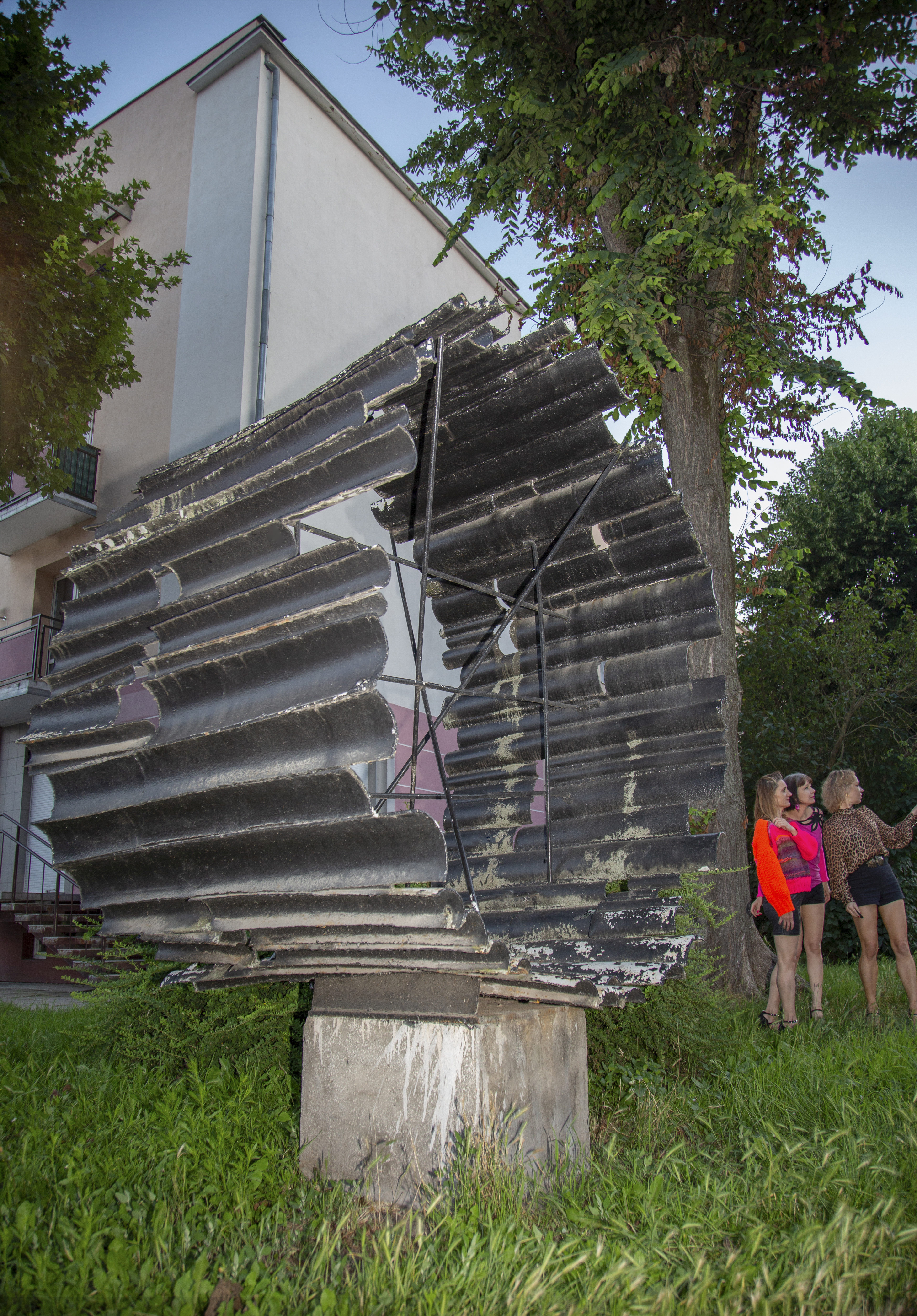
Rzeźba z I Biennale Form Przestrzennych w Elblągu, 1965

Krystyn Zieliński (ur. 1929 w Szczebletowie, zm. 30 kwietnia 2007 w Łodzi) – polski malarz, grafik, rysownik, rzeźbiarz oraz nauczyciel akademicki.

## Życie i twórczość
W 1954 ukończył Państwową Szkołę Sztuk Plastycznych w Łodzi (obecnie Akademia Sztuk Pięknych im. Władysława Strzemińskiego w Łodzi) i podjął tamże pracę asystenta. W następnym roku zadebiutował jako malarz i grafik podczas X Wystawy Okręgu Łódzkiego Związku Polskich Artystów Plastyków. W latach 1981–1987 pełnił funkcję rektora na macierzystej uczelni, a w 1990 otrzymał tytuł profesora zwyczajnego. 
W swojej twórczości wpisał się w nurt sztuki konceptualnej oraz konstruktywistycznej. Zajmował się malarstwem, rysunkiem, a także instalacjami z wykorzystaniem struktur dźwiękowych. W początkowym okresie twórczości należał do grupy artystycznej "Piąte Koło", później związał się z Grupą "Nowa Linia", która to działała przy Związku Literatów Polskich w Łodzi.
W 1965 brał udział w I Biennale Form Przestrzennych w Elblągu, gdzie zrealizował formę przestrzenną o wysokości 4 metrów, przy współpracy z H. Szabłowskim, S. Żukowskim, Z. Jasińskim. Rzeźba znajduje się na rogu ul. Giermków i ul. Szkolnej w Elblągu.
Artysta był wielokrotnie nagradzany i wyróżniany w konkursach plastycznych i na wystawach, otrzymał również wiele odznaczeń i nagród państwowych, m.in.: nagrodę Ministra Kultury i Sztuki za dokonania twórcze, dydaktyczne i wychowawcze (1971, 1974, 1982, 1987, 1992, 1997), nagrodę Ministra Edukacji Narodowej za wkład pracy i zaangażowanie w działalność Rady Głównej Szkolnictwa Wyższego (1993, 1996, 1998, 1999), Krzyż Kawalerski Orderu Odrodzenia Polski, Złoty Krzyż Zasługi, Medal Komisji Edukacji Narodowej czy pośmiertnie Złoty Medal "Zasłużony Kulturze Gloria Artis".
Prace artysty znajdują się m.in. w zbiorach: Muzeum Narodowego w Warszawie, Muzeum Narodowego w Poznaniu, Muzeum Narodowego w Krakowie, Muzeum Narodowego we Wrocławiu, Muzeum Sztuki w Łodzi, Mondrianhuis w Amersfoort w Holandii, Grabowski Gallery w Londynie, Sveagalleriet w Sztokholmie oraz w zbiorach prywatnych w kraju i za granicą.